# Шушківці
Шу́шківці — село в Україні, у Лановецькій міській громаді Кременецького району Тернопільської області. Розташоване на півдні району. До 2020 - підпорядковане Білозірській сільській раді.
Населення — 231 особа (2007).

## Історія
Перші писемні відомості про село містяться в книзі актів Кременецького земського суду за 1545 рік, де Шушківці згадуються як Нижня Білозірка. У книзі # 8 актів Кременецького земського суду за 1547 рік міститься дарчий запис князя Степана Корибутовича своїй дружині Анастасії Мстиславівні на маєтки в Вишні, Нижній Білозірці та села Сушці, Янківці, Шибене. Якщо сучасні топононіми Іванківці і Білозірка не дуже різняться від своїх попередників, наведених у цьому акті, то з короткої назви Сушці не відразу зрозумієш, що йдеться про сьогоднішні Шушківці. В документах датуються початком XVI ст., вже знаходимо найменування Сушівці.
Станом на 1885 рік в Шушківцях налічувалось 256 дворів, проживало 2054 прихожан, з них: 78 католиків й 495 євреїв.
Від 1925 р. в будинку, який громаді села подарувала поміщиця Митрофанова, діяла початкова школа. 
На 1936 рік село входило до ґміни Білозірка Кременецького повіту.
Від вересня 1939 р. — радянська влада; створено сільську раду (перший голова — А. Федорук). Функціонували чотирикласна школа і клуб (останній — у колишній хаті К. Кап-шинського). Від січня 1940 р. Шушківці належали до Лановецького району.
З липня 1941 р. до березня 1944 р. село — під німецькою окупацією; тоді нацисти спалили 4 хати й відправили на примусові роботи до Німеччини 75 місцевих жителів. На початку 1943 р. під виглядом українських повстанців у село вступила сотня «Іскри»; тоді почали зникати місцеві жителі, родичі яких воювали в УПА. Згодом виявилося, що новоприбулі були більшовицькими провокаторами.
В УПА воювали 13 місцевих жителів (із них 9 загинули), п’ятеро були зв’язковими. У Червоній армії на фронтах німецько-радянської війни 7 мешканців села загинули, 11 пропали безвісти. З 1944 р. розпочалися репресії проти мешканців села, яких підозрювали у зв’язках з ОУН і УПА.
У 1949 р. створено колгосп (перший голова правління — М. Стаднійчук). Згодом його об’єднали з колективним господарством у Білозірці. На початку 1990-х рр. землі колгоспу розпаювали.  Протягом 1988-2006 рр. діяв навчально-виховний комплекс «ЗОШ І ступеня-дитячий садок».
12 червня 2020 року, відповідно до розпорядження Кабінету Міністрів України № 724-р «Про визначення адміністративних центрів та затвердження територій територіальних громад Тернопільської області» увійшло до складу Лановецької міської громади.
19 липня 2020 року, в результаті адміністративно-територіальної реформи та ліквідації Лановецького району, село увійшло до складу Кременецького району.
У 2025 році вийшов історичний нарис Федора Гагреня «Шушківці та шушківчани». 

## Пам'ятки

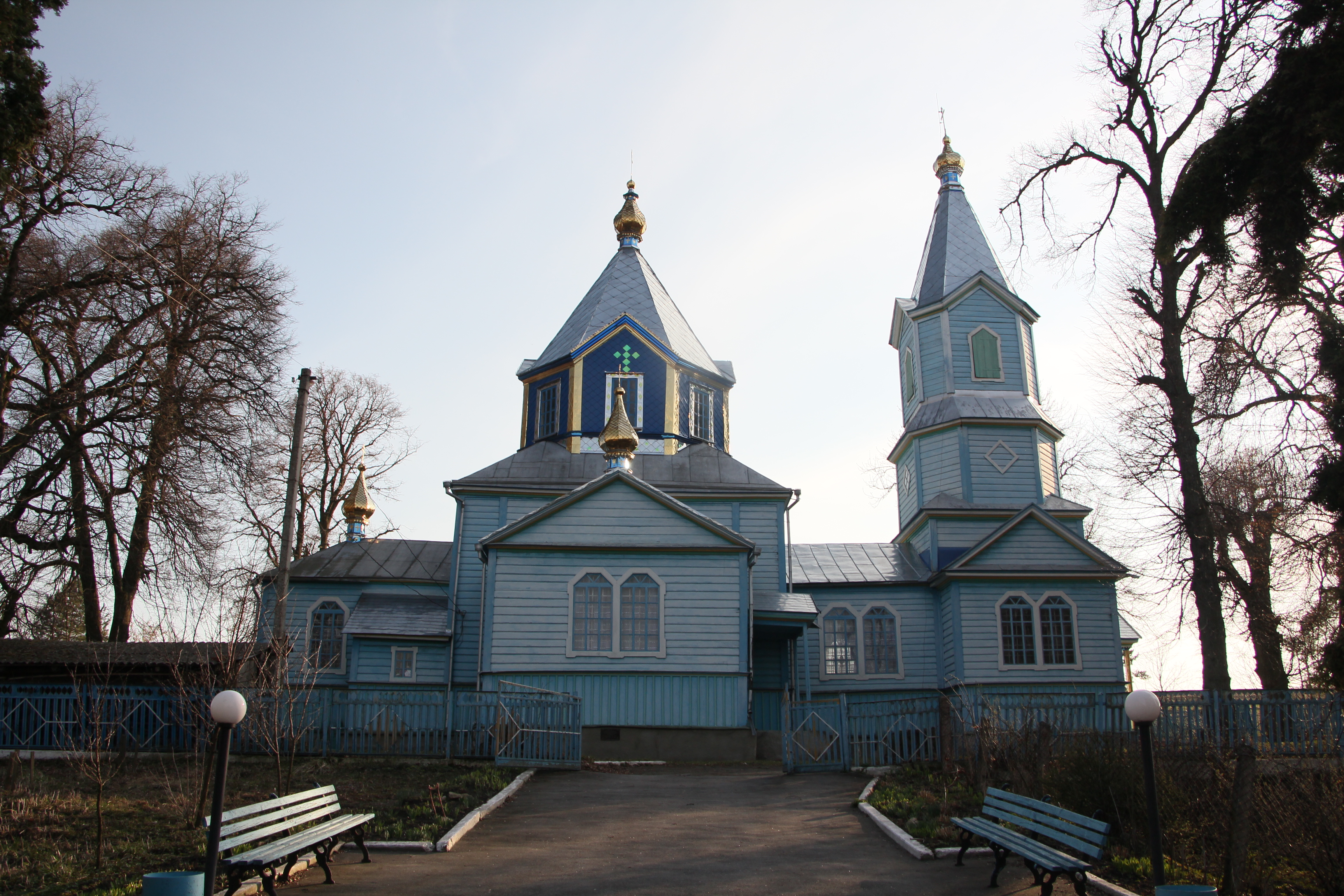
Стара дерев'яна церква

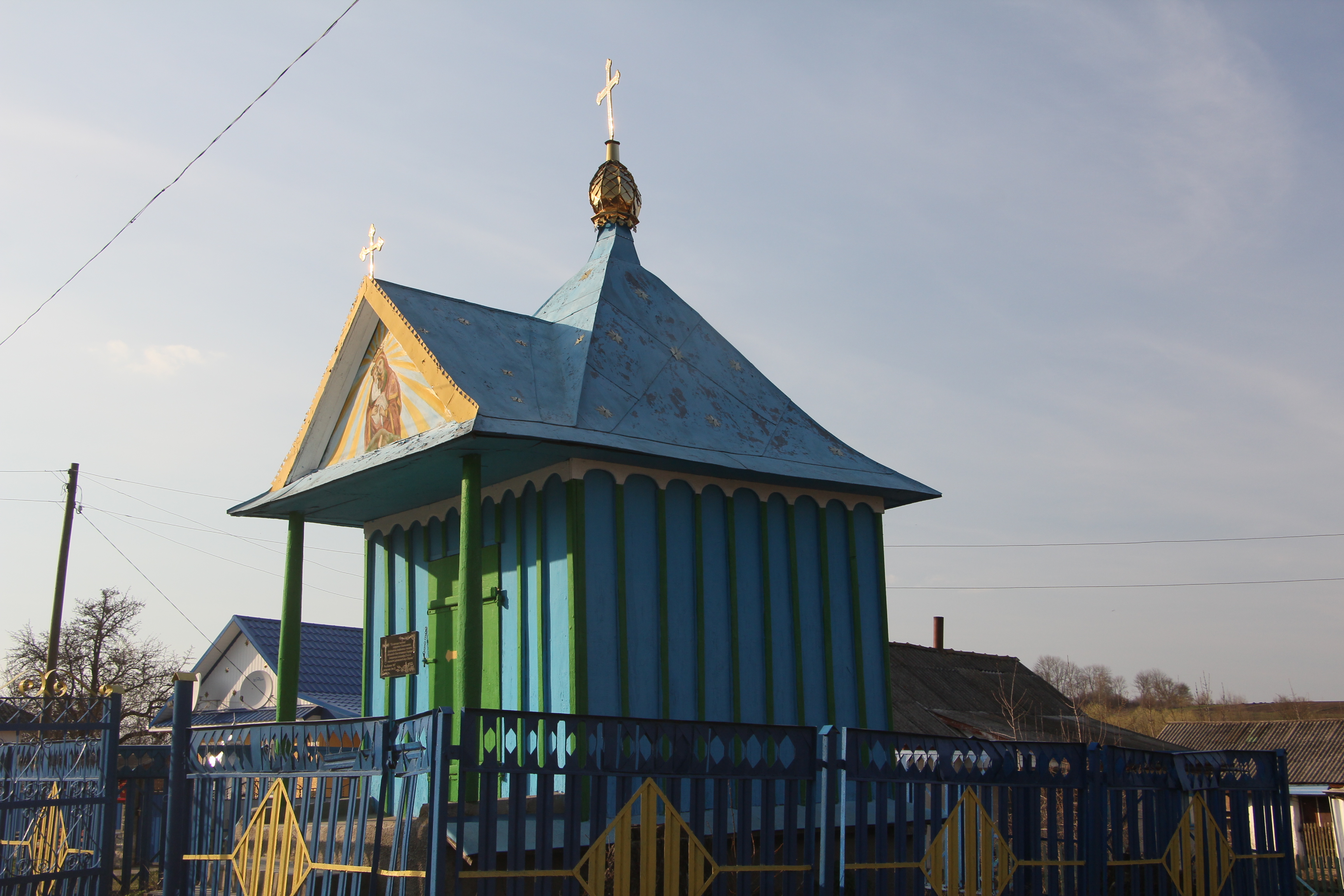
Придорожна каплиця в селі Шушкіці

- Церква Успіння Пресвятої Богородиці (1912, дерев'яна)
- Капличка
- «Фігура» Пречистої Діви Марії (2007)

## Пам'ятники
- Насипано символічну могилу воякам УПА (1990-ті).

## Соціальна сфера
Діють загальноосвітня школа І ступеня, клуб, бібліотека (наразі недіюча), ФАП, торговельний заклад.

## Галерея

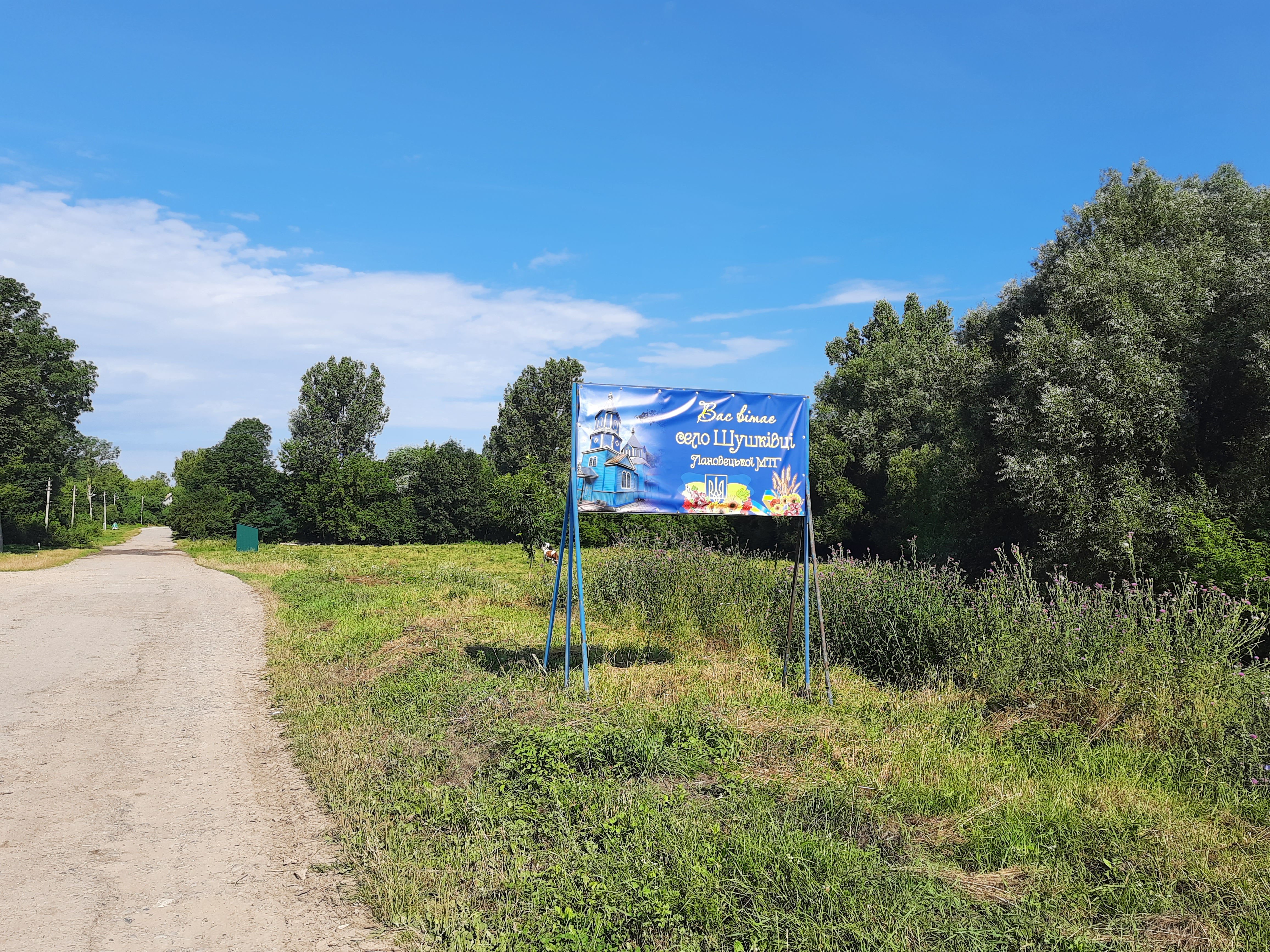
Знак при в'їзді в село
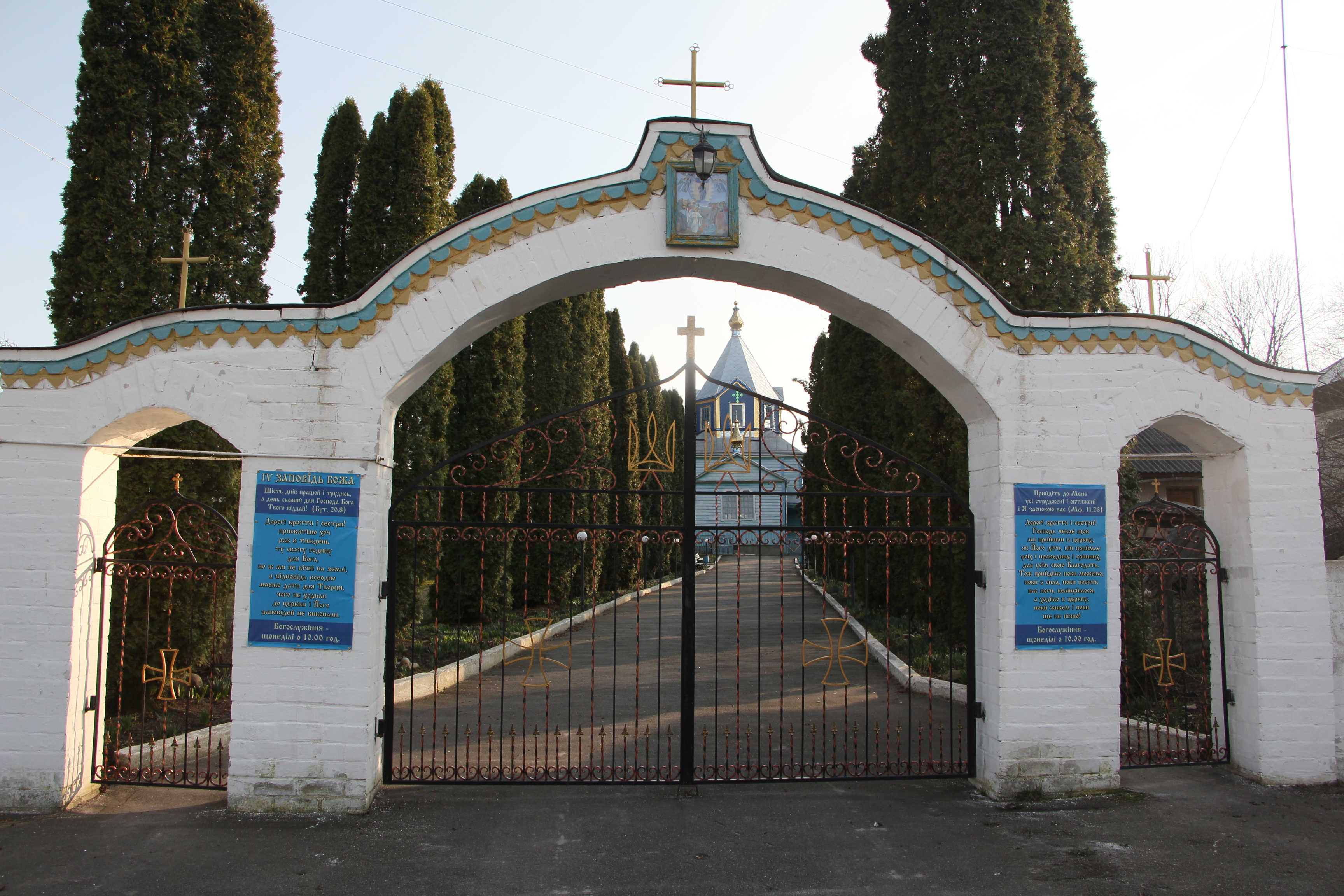
Вхідна брама до церкви
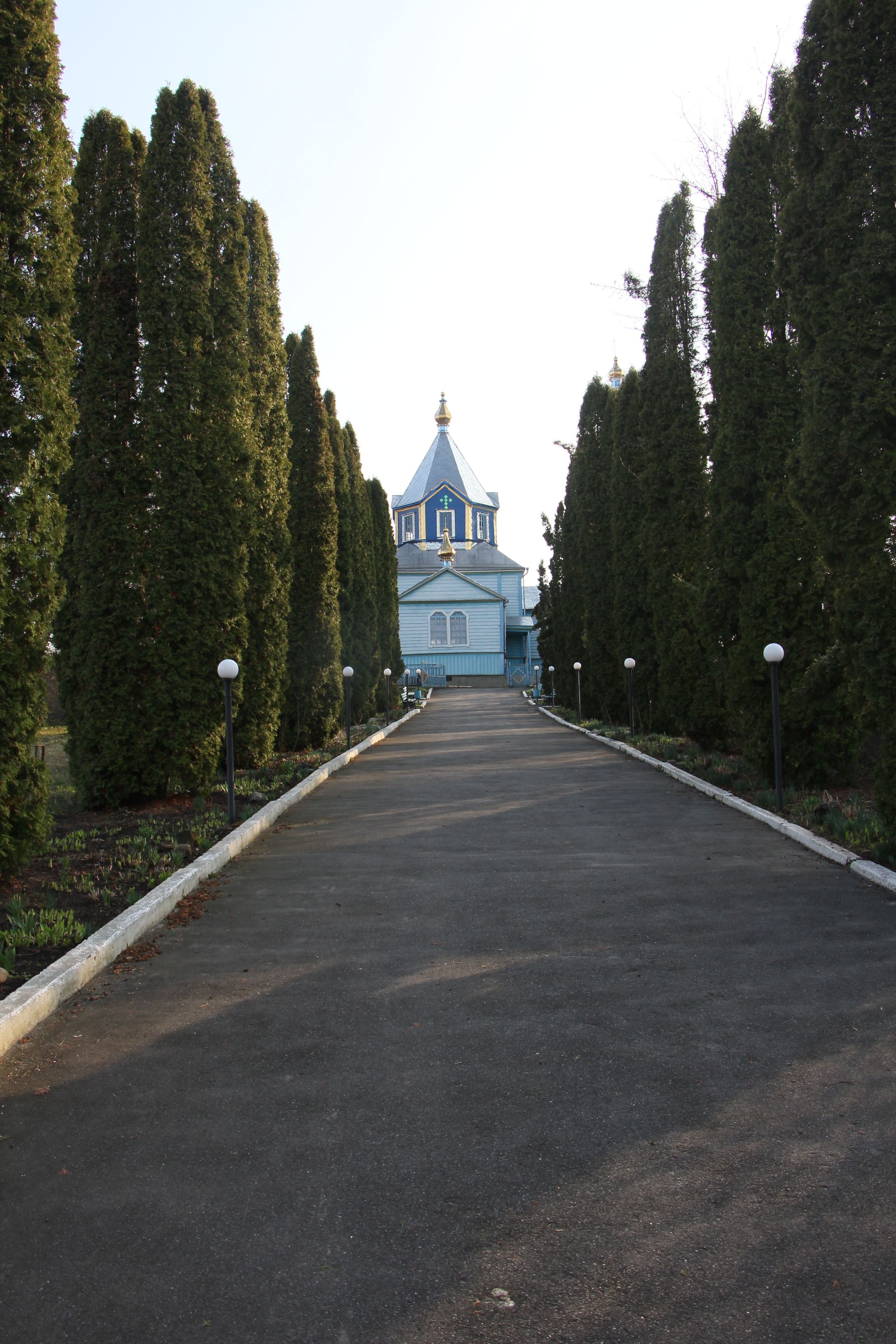
Алея до церкви
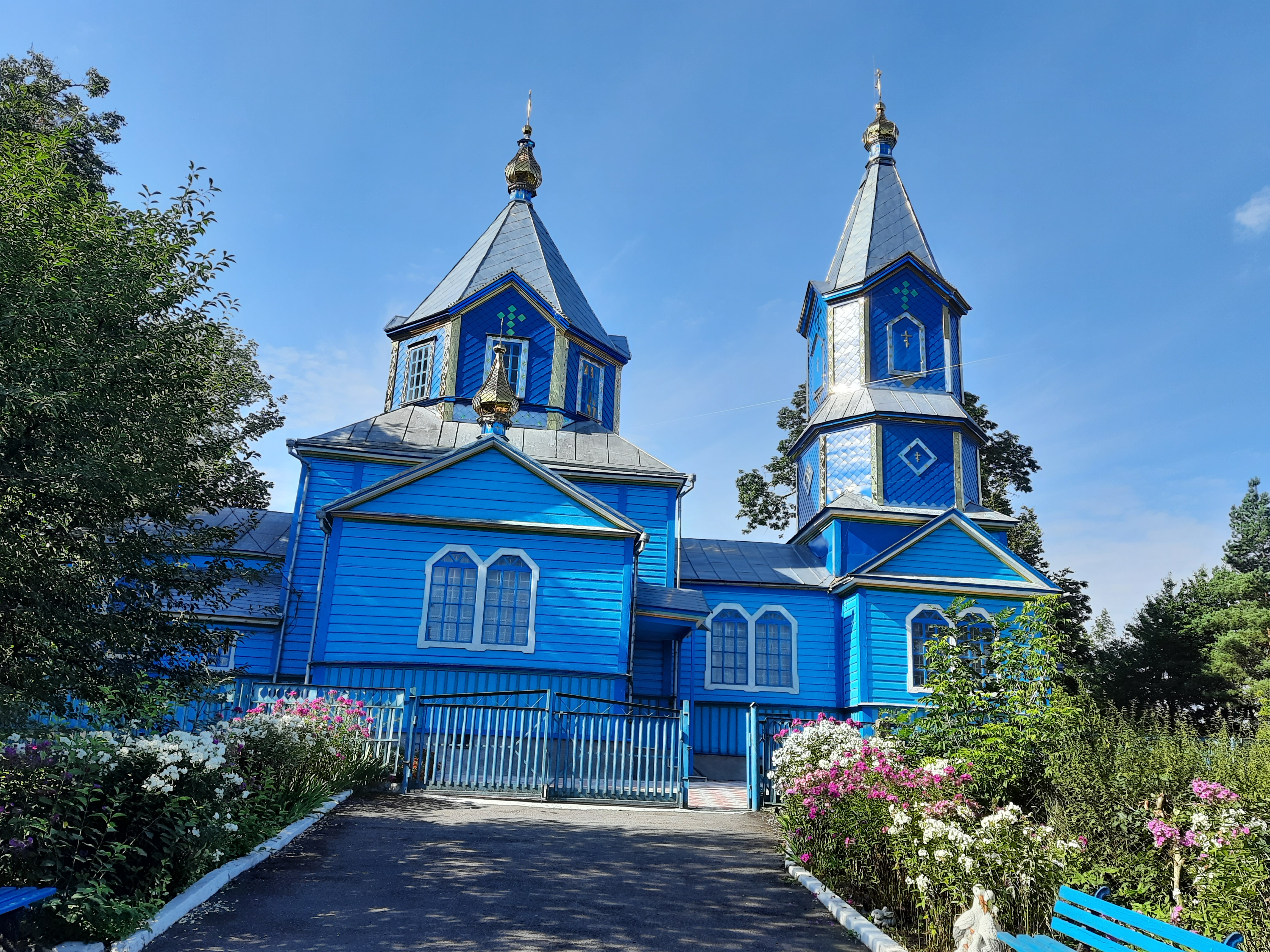
Церква Успіння Пресвятої Богородиці
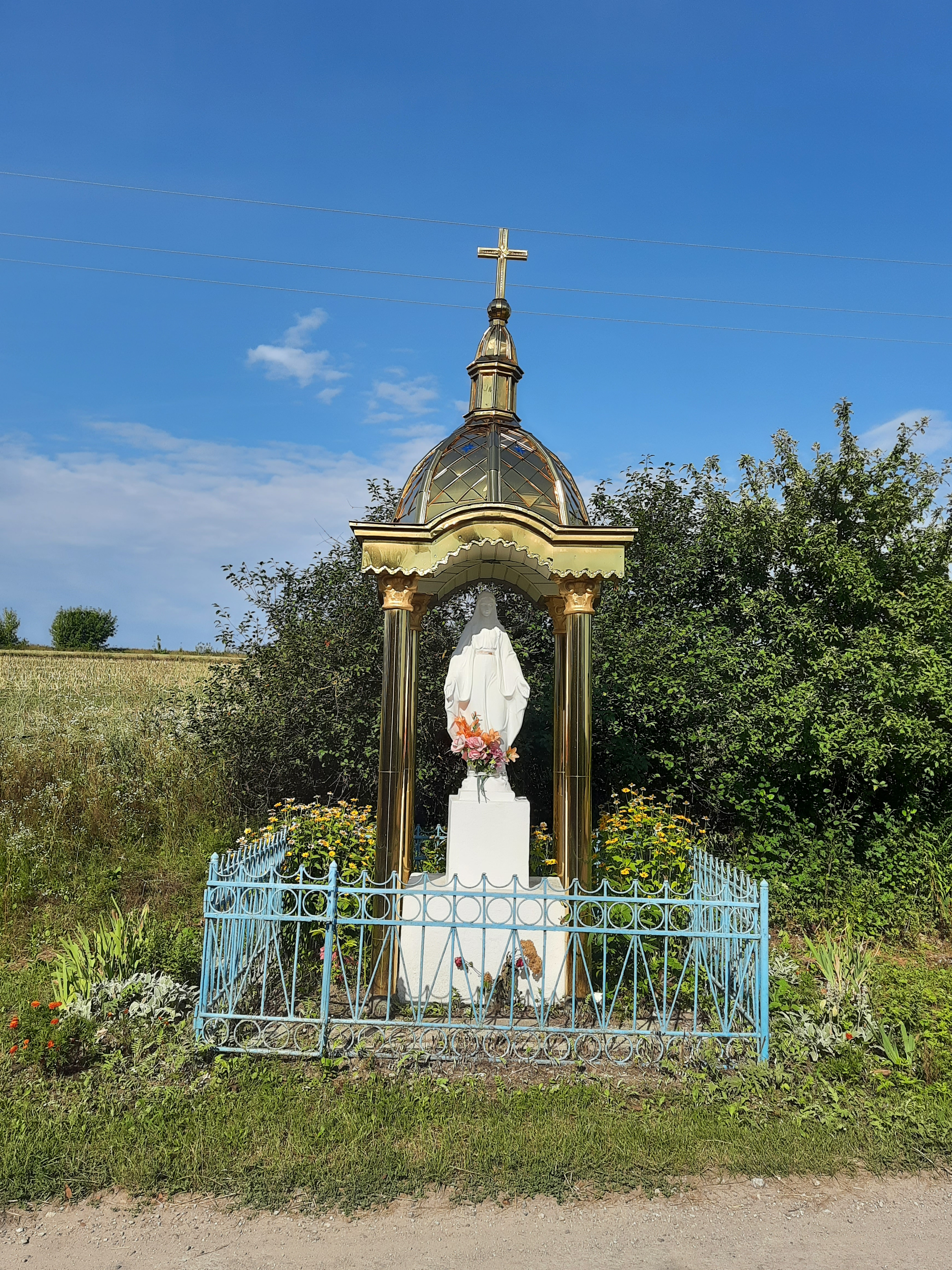
Статуя Божої Матері
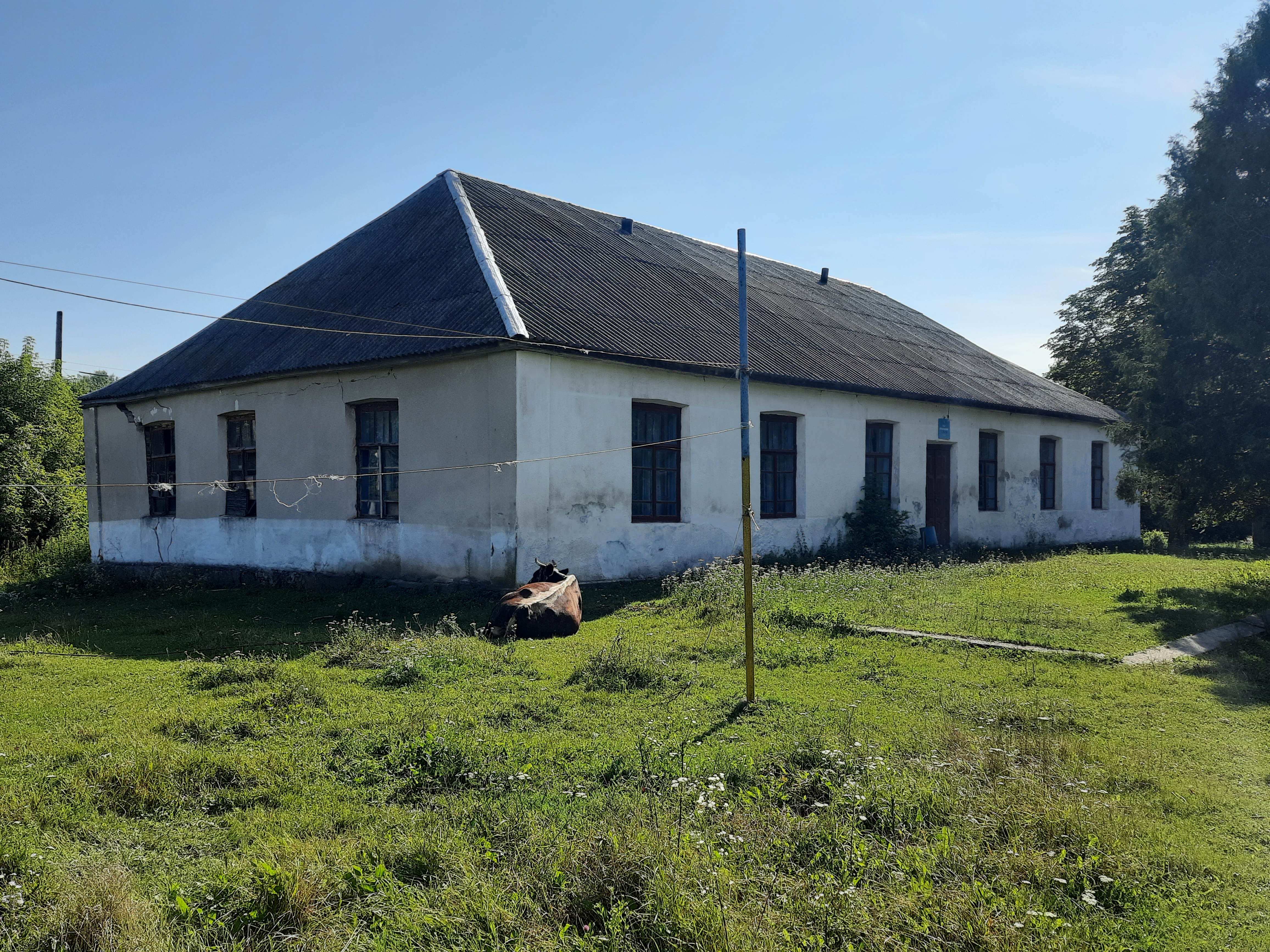
Клуб
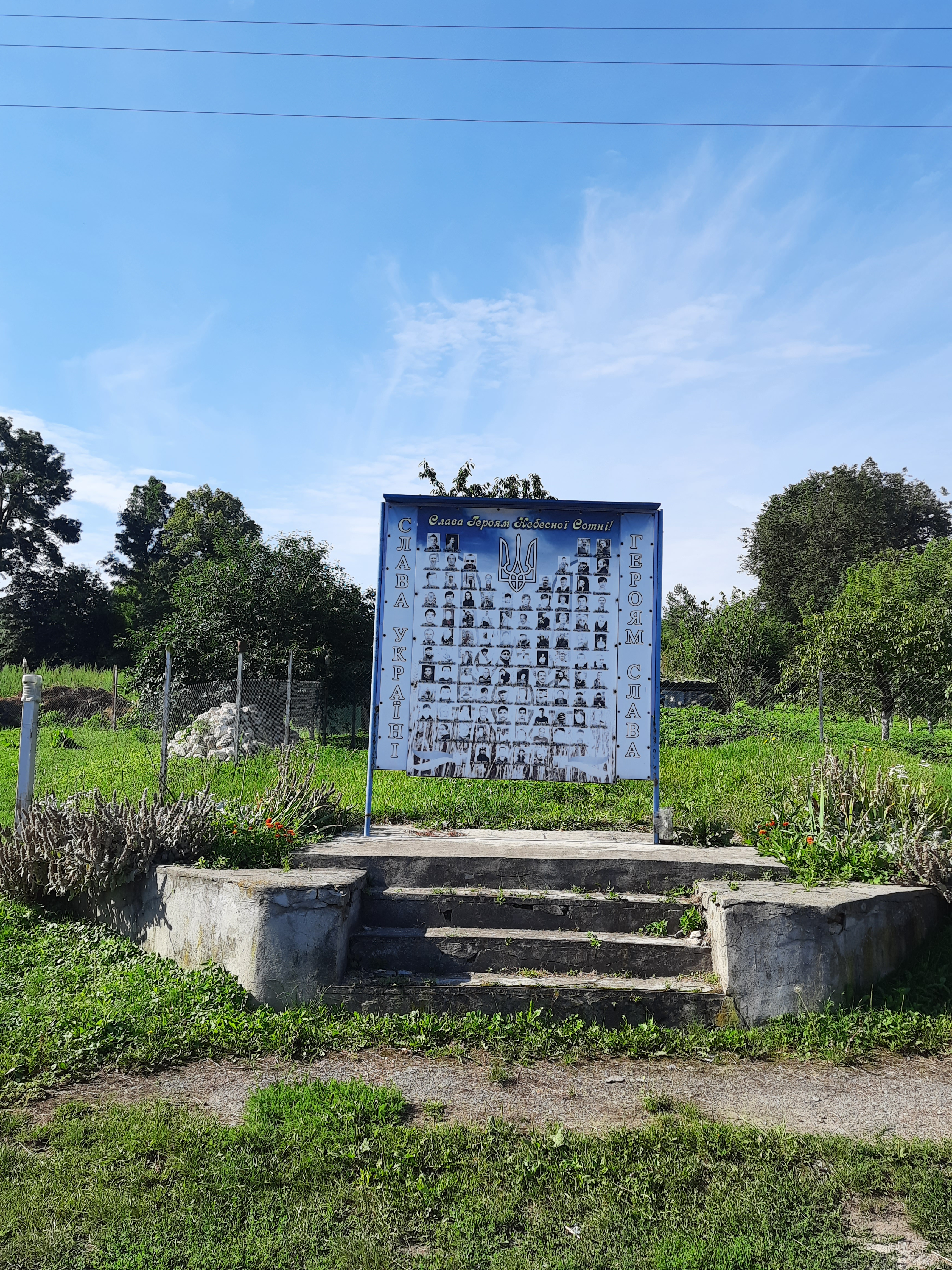
Пам'ятний знак в честь Небесної сотні
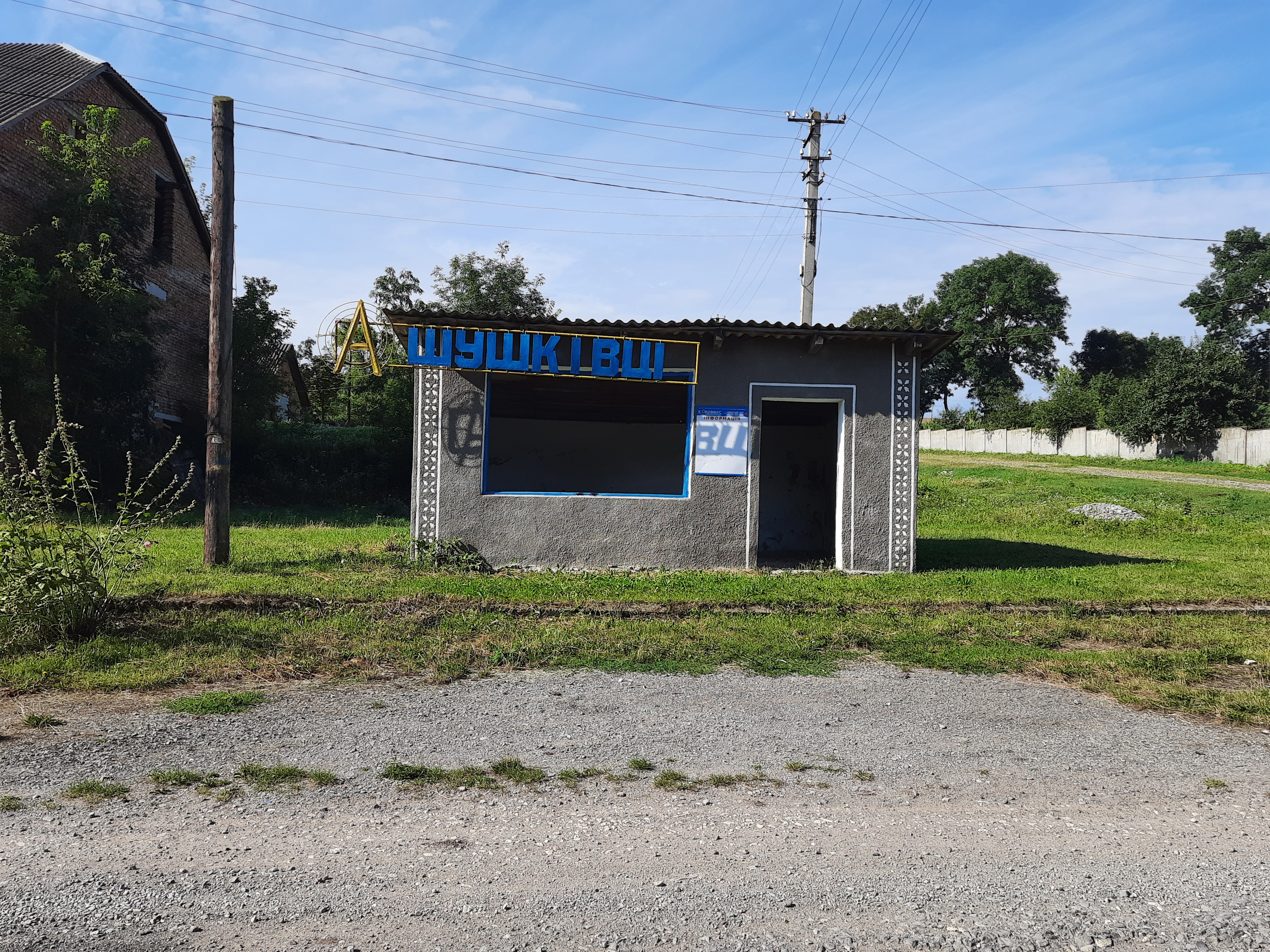
Автобусна зупинка